# Dobrotești (Dolj)
Dobroteşti è un comune della Romania di 1962 abitanti, ubicato nel distretto di Dolj, nella regione storica dell'Oltenia.
Il comune è formato dall'unione di 2 villaggi: Dobrotești e Nisipuri.